# 拉哈斯區
6°33′39″S 78°44′10″W / 6.5608°S 78.7362°W
拉哈斯區（西班牙語：Distrito de Lajas），是秘魯的一個區，位於該國北部卡哈馬卡大區的喬塔省，始建於1857年1月2日，面積120.7平方公里，海拔高度2,134米，2005年人口13,401，人口密度每平方公里110人。